# Becsületbíróság
A becsületbíróság olyan nem állami (társadalmi, hivatásbeli, rendi, testületi, alkalmi, választott vagy megbízott) bíróság, amelynek a feladata a vizsgálat és döntés illetve ítélkezés valakinek (rendszerint valamely testület, közösség tagjának) becsületbeli, de nem szorosan véve jogi természetű ügyében. 
Hagyományosan lovagias ügyekben kértek fel becsületbíróságot, például a vitás felek (akár a kihívó, akár a kihívott) párbajképességének elbírálására. Katonai, tiszti becsületbíróságokat egykor ú.n kényes ügyek tisztázására rendszeresítettek. 
A második világháború után 2015-ig Magyarországon nem léteztek becsületbíróságok; ekkor egy törvény ismét lehetővé tette, szűk körben, ilyenek létrehozását.

## Hatályos szabályozása Magyarországon
A rendvédelmi feladatokat ellátó szervek hivatásos állományának szolgálati jogviszonyáról szóló 2015. évi XLII. törvény XVIII. fejezete szól a becsületbíróságról. (225. -227. §§)
Becsületbíróság járhat el a hivatásos állomány tagjainak illetve bizonyos esetekben a volt tagjainak bizonyos ügyeiben. 
Az országos parancsnok névjegyzéket vezet a hivatásos állomány azon tagjairól, akik a Becsületbíróság tagjaként eljárhatnak.  A Becsületbíróság három főből áll. Elnökét az MRK Elnöksége jelöli ki a hivatásos állománynak a rendvédelmi szervnél összeállított névjegyzéken szereplő tagjai közül.
A Becsületbíróság működési feltételeit az országos parancsnok biztosítja. Működésének részletes szabályait a miniszter rendeletben állapítja meg.

## Története
A becsületbíróságok, mint intézmény, legkorábban a nemességnél fordultak elő (judicia heroica, equestria). Ezek később megszűntek, de később szokásossá vált bizonyos becsületbeli ügyek elbírálására becsületbíróságot alakítani, társadalmi úton. A 19. század végén felerősödtek a párbajellenes mozgalmak, amelyek a becsületbíróságokra mint a párbajok kiküszöbölésének eszközeire tekintettek. 
Becsületbeli, különösen lovagias ügyek megvizsgálására azzal a céllal alakult választottbíróság, hogy rendezze a vitás kérdéseket, és ezzel lehetővé tegye a párbaj elkerülését, illetve hogy döntsön a felek párbajképességéről. A becsületbíróságnak csak akkor volt helye, ha valamely lovagias ügyben akár a kihívó, akár a kihívott párbajképességét az ellenfél kétségbe vonta.  
A felajánlott becsületbíróságot az ellenfél segédei nem utasíthatták vissza. A becsületbíróság az ellenfelek részéről szabadon választható legalább két-két, legfeljebb hat-hat becsületbíróból állt. A tagok titkos szavazás útján választottak elnököt, aki köteles volt a becsületbíróságot 24 óra alatt összehívni. A becsületbíróság ítélete döntő érvényű volt.

### Hatásköre
A becsületbíróság ítéletére bízott kérdés kétféle lehetett: 
- vagy arról volt szó, hogy vajon valamely testülethez tartozó személy, saját cselekményével megsértette-e a kar becsületét,
- v agy hogy a karhoz nem tartozó harmadik személy cselekménye által meg volt-e sértve valakinek, mint a kar tagjának a becsülete.

Az első esetben a becsületbíróság elé tartozó cselekmények csak olyanok lehettek, amelyek az általános jogszabályok szerint nem voltak büntetendők. Ha egy becsületbíróság jogszabályok szerint büntetendő cselekménnyel foglalkozott is, ezt nem az arra meghatározott büntetés kiszabása, hanem avégett tette, hogy megállapítsa azt, aminek a karbeli becsület fenntartása érdekében történnie kell. Katonai szempontú volt a becsületügyi eljárás. 

### Az egykori becsületügyi eljárás a katonaságnál
A becsületügyi eljárás, katonaságnál oly ügyek elintézésére szolgált, amelyek sem fegyelmileg el nem voltak elintézhetők, sem pedig a büntető törvények szerint bírói eljárás alá nem estek – ugyanakkor a "helyes becsületérzéssel" és a tiszti állás viszonyaival ellentétben álltak, így kérdésessé tették, vajon az illető megmaradhatott-e a tiszti rendi fokozatban.
Tisztek között felmerült lovagias ügyeknél becsületbíróságot összehívni nem lehetett. Tisztek továbbá becsületbíróságban semmiféle tisztséget nem vállalhattak.
A becsületügyi eljárás négy részből állt: 
- az előleges tárgyalásból,
- a vizsgálati eljárásból,
- a végtárgyalásból és
- az esetleges fellebbezés esetén való eljárásból.

Tisztek és hadapródok közt előforduló becsületbeli ügyekről az illetők megbízottjai — ha az ügy békés úton nem volt elintézhető — az elöljáró parancsnoknak jelentést tenni tartoztak. A parancsnok ezután gondoskodott az ügynek miként való elintézéséről. Ez ellen nem volt helye fellebbezésnek 

## Kapcsolódó szócikk
- Párbaj